# نظریه مرد دیوانه

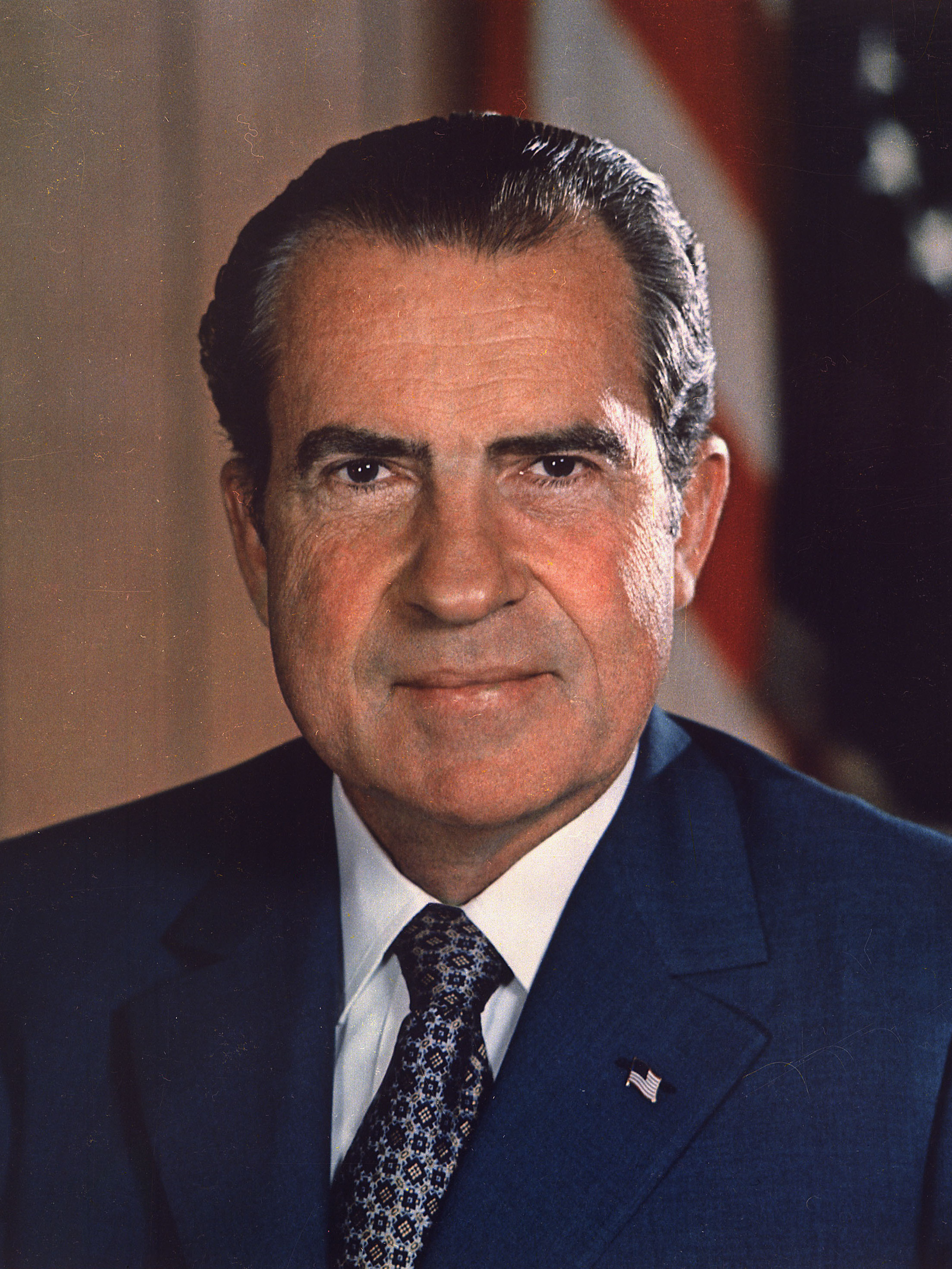
نظریه مرد دیوانه بخش مهمی از سیاست خارجی ریچارد نیکسون، رئیس‌جمهور ایالات متحده بود.

نظریه مرد دیوانه (انگلیسی: Madman theory) یک نظریه سیاسی است که معمولاً با سیاست خارجی رئیس‌جمهور ایالات متحده ریچارد نیکسون و دولت او مرتبط است. او تلاش کرد تا رهبران کشورهای متخاصم بلوک کمونیست را به این باور برساند که نیکسون نامعقول و بی‌ثبات است تا از تحریک ایالات متحده به دلیل ترس از یک واکنش غیرقابل پیش‌بینی اجتناب کنند.
فرض نظریه مرد دیوانه این است که تهدیدات به ظاهر غیرقابل اعتماد اجبار را معتبر جلوه می‌دهد. به عنوان مثال، در عصر نابودی حتمی طرفین، تهدیدات یک رهبر منطقی برای تشدید یک اختلاف ممکن است خودکشی‌آمیز به نظر برسد و بنابراین به راحتی توسط دشمنان نادیده گرفته شود. با این حال، تهدیدات خودکشی‌آمیز یک رهبر ممکن است معتبر به نظر برسد اگر باور بر این باشد که رهبر نامعقول است.
دانشمندان روابط بین‌الملل نسبت به نظریه مرد دیوانه به عنوان یک استراتژی موفقیت در چانه‌زنی اجباری بدبین بوده‌اند. «مردان دیوانه» برجسته، مانند نیکسون، نیکیتا خروشچف، صدام حسین، دونالد ترامپ، و معمر قذافی در پیروزی در اختلافات اجباری شکست خوردند. یکی از مشکلات، این است که دیگران را متقاعد کنی که واقعاً یک دیوانه‌ای. مشکل دیگر، ناتوانی یک مرد دیوانه در اطمینان دادن به دیگران است که حتی اگر به یک خواسته خاص تسلیم شوند، مجازات نخواهند شد. یک مطالعه نشان داد که نظریه مرد دیوانه اغلب نتیجه معکوس دارد، اما می‌تواند تحت شرایط خاصی مؤثر باشد. مطالعه‌ای دیگر نشان داد که هم مزایای چانه‌زنی و هم معایبی برای دیوانگی ادراک شده وجود دارد.

## تاریخچه
در سال ۱۵۱۷، نیکولو ماکیاولی استدلال کرده بود که گاهی اوقات "شبیه‌سازی جنون کار بسیار عاقلانه‌ای است" (گفتارهای ماکیاولی، کتاب ۳، فصل ۲). با این حال، کیمبال در جنگ ویتنامِ نیکسون، استدلال می‌کند که نیکسون به طور مستقل و در نتیجه تجربه عملی و مشاهده نحوه مدیریت جنگ کره توسط دوایت آیزنهاور به این استراتژی رسیده است.
هرمن کان در کتابش در سال ۱۹۶۲، اندیشیدن درباره غیرقابل تصور، آینده‌نگر استدلال کرد که "کمی دیوانه به نظر رسیدن" ممکن است راهی مؤثر برای وادار کردن یک دشمن به عقب‌نشینی باشد.

### ریچارد نیکسون

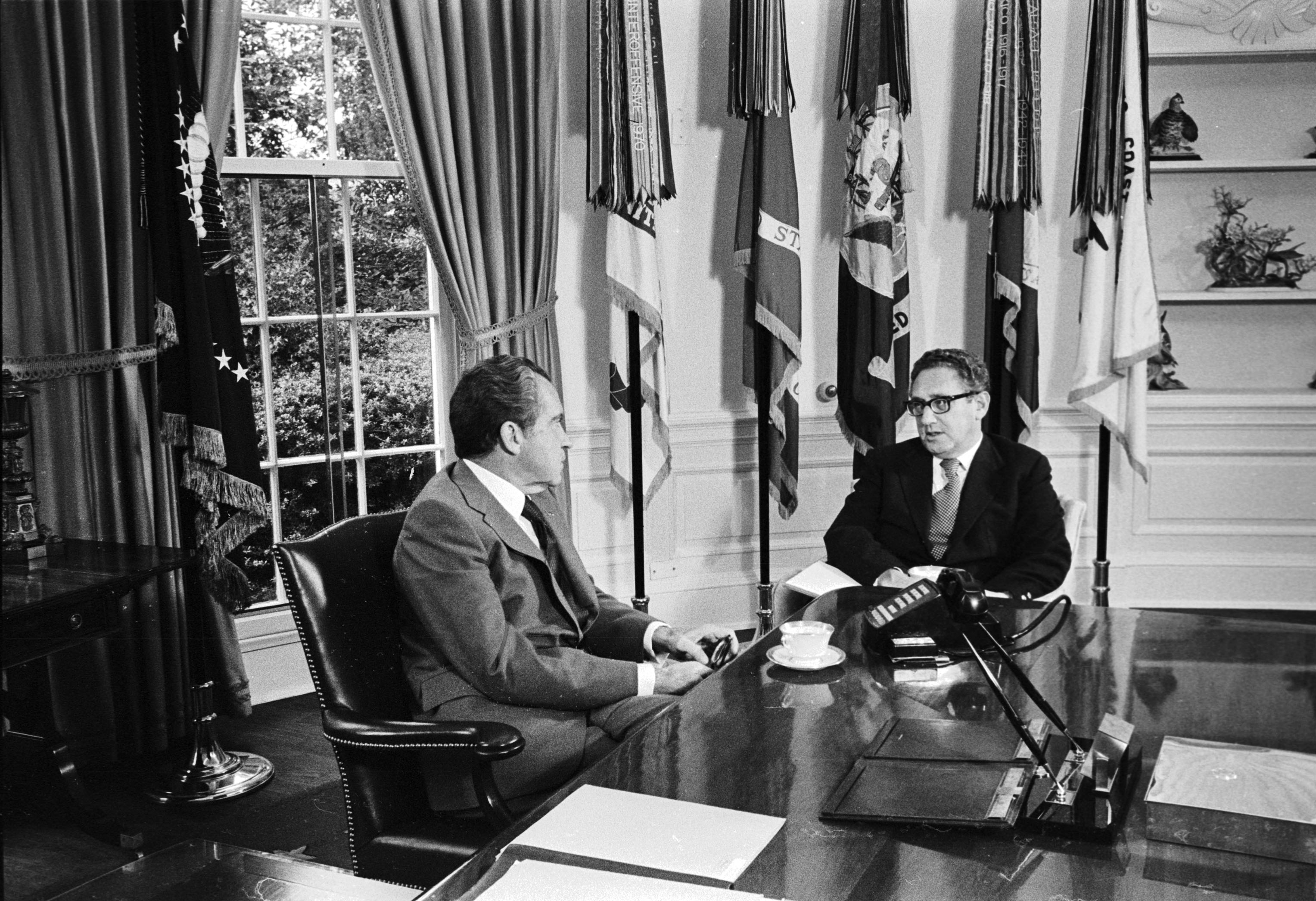
اعلامیه پنهانی «آزمون آمادگی ستاد مشترک ارتش آمریکا» در اکتبر ۱۹۶۹ به دستور رئیس‌جمهور ریچارد نیکسون (چپ) و مشاور امنیت ملی هنری کیسینجر (راست) انجام شد

رئیس دفتر نیکسون، هری رابینز هالدمن، نوشت که نیکسون به او گفته بود:
من این را نظریه مرد دیوانه می‌نامم، باب. می‌خواهم ویتنامی‌های شمالی باور کنند که من به نقطه‌ای رسیده‌ام که ممکن است برای پایان دادن به جنگ هر کاری بکنم. ما فقط این پیام را به آنها خواهیم رساند که "به خاطر خدا، شما می‌دانید که نیکسون نسبت به کمونیسم وسواس دارد. ما نمی‌توانیم او را وقتی عصبانی است مهار کنیم—و او دستش روی دکمه هسته‌ای است" و خود هو شی مین تا دو روز دیگر برای صلح به پاریس خواهد آمد.
در اکتبر ۱۹۶۹، دولت نیکسون به اتحاد جماهیر شوروی اشاره کرد که "مرد دیوانه آزاد شده است" زمانی که به نیروهای نظامی ایالات متحده دستور داده شد تا به حالت آماده‌باش کامل جنگ جهانی که به عنوان "آزمون آمادگی ستاد مشترک ارتش آمریکا" شناخته می‌شد (بدون اطلاع اکثریت مردم آمریکا)، که با "عملیات غول پیکر لنس" به اوج خود رسید، زمانی که هجده بمب افکن بی-۵۲ مسلح به بمب هیدروژنی برای سه روز متوالی در نزدیکی مرز شوروی پرواز کردند. با این حال، به گفته وزارت امور خارجه آمریکا، توضیح دیگر این است که آزمون آمادگی ستاد مشترک ارتش آمریکا توسط نیکسون برای جلوگیری از یک حمله هسته‌ای احتمالی شوروی علیه جمهوری خلق چین در سال ۱۹۶۹ دستور داده شد.
دولت از "استراتژی مرد دیوانه" برای مجبور کردن دولت ویتنام شمالی به مذاکره برای پایان دادن به جنگ ویتنام استفاده کرد. در ژوئیه ۱۹۶۹ (طبق گزارش سیا که در فوریه ۲۰۱۸ از طبقه‌بندی خارج شد)، نیکسون ممکن است به رئیس‌جمهور ویتنام جنوبی، نگوین وان تیو، پیشنهاد کرده باشد که دو راهی که او در نظر گرفته بود، یا گزینه سلاح هسته‌ای بود یا تشکیل دولت ائتلافی. به گفته مورخ مایکل اس. شری، حمله به کامبوج در سال ۱۹۷۰ بخشی از این استراتژی برای تشویق به مذاکرات بود.

### نیکیتا خروشچف
نیکیتا خروشچف، نخست‌وزیر شوروی، به دنبال ایجاد تصویری از یک مرد دیوانه بود، که تا حدی توسط سیاستمداران آمریکایی پذیرفته شد. به عنوان مثال، وزیر امور خارجه جان فاستر دالس گفت خروشچف "انتظار می‌رود اعمال نامعقولی مرتکب شود" و "اساساً احساساتی" بود.

### دونالد ترامپ

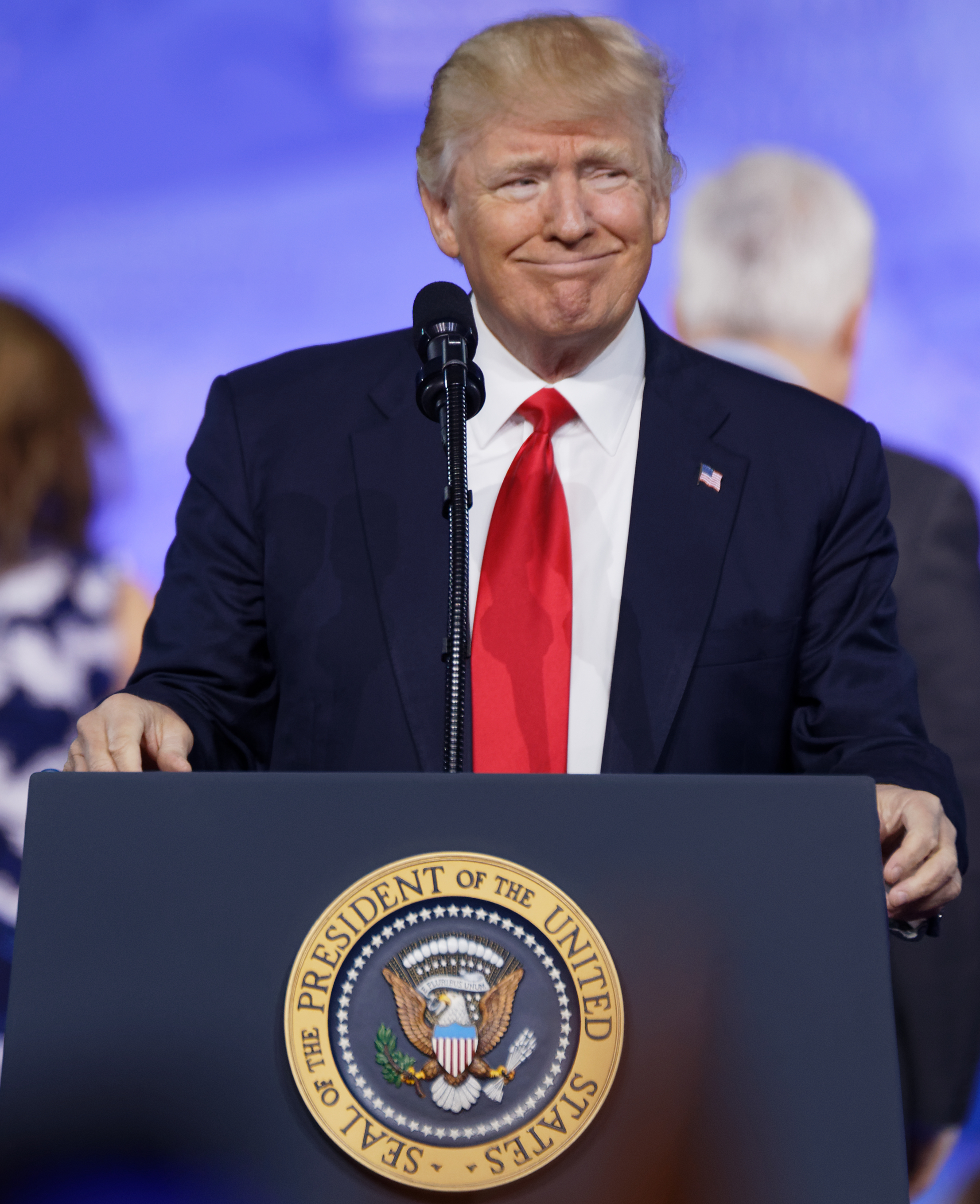
برخی دونالد ترامپ، رئیس‌جمهور کنونی ایالات متحده را نمونه‌ای مدرن از استراتژی مرد دیوانه می‌دانند.

برخی رفتار دونالد ترامپ، رئیس‌جمهور کنونی ایالات متحده را در قبال متحدان و کشورهای متخاصم، نمونه‌ای از نظریه مرد دیوانه دانسته‌اند. به عنوان مثال، در طول مذاکرات مجدد توافق‌نامه تجارت آزاد ایالات متحده–کره، ترامپ به مذاکره‌کنندگان تجاری ایالات متحده گفت که به دیپلمات‌های کره‌جنوبی هشدار دهند که "اگر اکنون امتیاز ندهند، این مرد دیوانه از توافق خارج خواهد شد"، که جاناتان سوان از «اکسیوس» آن را رویکرد "مرد دیوانه" در روابط بین‌الملل توصیف کرد. کاربرد نظریه مرد دیوانه توسط ترامپ به آزادی کشیش آمریکایی اندرو برانسون از بازداشت ترکیه در سال ۲۰۱۸، پس از تهدید ترامپ به اقتصاد ترکیه در تلافی، مرتبط بود.
جاناتان استیونسون در نیویورک تایمز استدلال کرد که استراتژی ترامپ ممکن است کمتر از نیکسون مؤثر بوده باشد زیرا نیکسون سعی کرد این تصور را ایجاد کند که "او بیش از حد تحت فشار قرار گرفته است، به این معنی که اگر شوروی و ویتنام شمالی تسلیم شوند، به حالت عادی باز خواهد گشت"، در حالی که دولت کره شمالی بعید بود باور کند که "ترامپ همین کار را خواهد کرد" زیرا تهدیدهای او "رویه عملیاتی استاندارد" بود، نه یک واکنش احساسی موقت. رزآن و. مک‌مانوس، پژوهشگر روابط بین‌الملل، استدلال کرد که بیان ترامپ مبنی بر تکیه او بر نظریه مرد دیوانه، این رویکرد را بی‌اثر کرد، زیرا او باور به "دیوانگی" واقعی خود را تضعیف می‌کرد.
در طول انتخابات ریاست‌جمهوری ۲۰۲۴ ایالات متحده، ترامپ نسخه خود از نظریه مرد دیوانه را به عنوان استراتژی‌ای که برای جلوگیری از حمله یا محاصره تایوان علیه چین، و برای دستیابی به توافق صلح برای پایان دادن به تهاجم به اوکراین علیه روسیه استفاده خواهد کرد، تبلیغ کرد. ترامپ همچنین گفته است که می‌تواند از تهدیدات تعرفه‌های بالا برای تشویق توافقات تجاری بدون درگیر شدن واقعی در جنگ‌های تجاری و هشدارهای مربوط به عدم تمایل ایالات متحده برای دفاع از کشورهای عضو ناتو به عنوان وسیله‌ای برای تحریک متحدان ناتو به سرمایه‌گذاری در دفاع خود استفاده کند. اسکای نیوز نوشت که "غیرقابل پیش‌بینی بودن ترامپ را نباید دست کم گرفت" پس از اعلام پیشنهاد آتش‌بس سه‌مرحله‌ای جنگ اسرائیل و حماس در ژانویه ۲۰۲۵.

### ولادیمیر پوتین

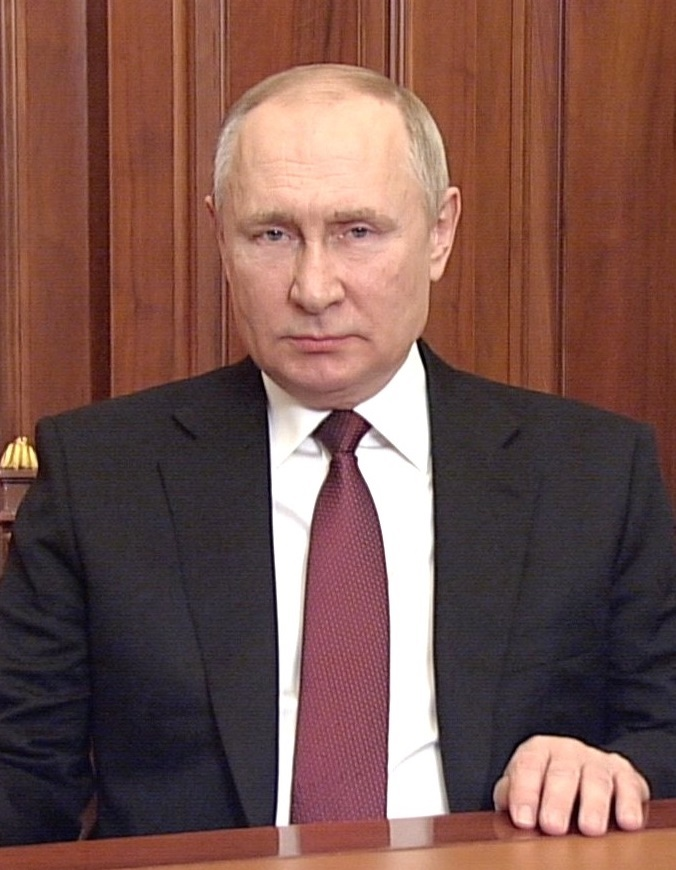
در طول تهاجم روسیه به اوکراین در سال ۲۰۲۲، چندین خبرنگار حدس زدند که ولادیمیر پوتین، رئیس‌جمهور روسیه، از استراتژی مرد دیوانه استفاده می‌کرد.

نمونه دیگری از نظریه مرد دیوانه نیز به ولادیمیر پوتین، [رئیس‌جمهور روسیه]]، به‌ویژه در آستانه و در طول تهاجم ۲۰۲۲ به اوکراین نسبت داده شده است. در سال ۲۰۱۵، مارتین هلمن اظهار داشت که "سلاح‌های هسته‌ای برگ برنده‌ای هستند که پوتین در دست دارد، و او از آن استفاده می‌کند تا جهان را متوجه کند که روسیه یک ابرقدرت است، نه فقط یک قدرت منطقه‌ای." هلمن استدلال کرد که این استفاده از نظریه مرد دیوانه چیزی بود که غرب "به درستی آن را درک نکرده بود."
در سال ۲۰۲۲، چند روز قبل از تهاجم، گیدئون راشمن در فایننشال تایمز استدلال کرد که "تمایل پوتین به انتشار مقالات ملی‌گرایانه طولانی" در مورد تاریخ اوکراین و روسیه، برنامه‌های او برای تمرینات هسته‌ای و همچنین تصویر او از "افزایش انزوا و پارانویا" و انزوا در طول همه‌گیری کووید-۱۹، می‌توانست استفاده از استراتژی مرد دیوانه باشد. راشمن اظهار داشت که پوتین "بی‌رحم و بی‌اخلاق است. اما او همچنین زیرک و حسابگر است. او ریسک می‌کند، اما دیوانه نیست"، و اقدامات اخیر پوتین را با اقدامات "منطقی" او در ۲۰ سال گذشته مقایسه کرد. با این حال، راشمن همچنین خاطرنشان کرد که "مرز بین رفتار مانند یک دیوانه و دیوانه بودن به طور نگران‌کننده‌ای باریک است.
در روزهای اولیه تهاجم، پل تیلور از پلیتیکو نیز گمانه‌زنی کرد که پوتین از استراتژی مرد دیوانه استفاده می‌کند، پس از تصمیم او برای قرار دادن نیروهای هسته‌ای بازدارنده روسیه در "آماده‌باش ویژه". تیلور اظهار داشت که پوتین "رفتار پاتولوژیک" از خود نشان می‌دهد با "تغییر شدید از به ظاهر گشودگی به مذاکرات به یک تهاجم تمام‌عیار به اوکراین در چهار جبهه، در حالی که جهان را با نابودی گسترده تهدید می‌کند." تیلور همچنین به سخنرانی تلویزیونی پوتین قبل از تهاجم اشاره کرد و اظهار داشت که "برچسب زدن او به رهبران منتخب اوکراین به عنوان نئونازی‌های معتاد به مواد مخدر حتی در میان روس‌های حامی نیز تردیدهایی را در مورد وضعیت روانی و سلامتی او ایجاد کرد."

## پژوهش
دانشمند علوم سیاسی اسکات ساگان و مورخ جرمی سوری این نظریه را "بی‌اثر و خطرناک" دانسته‌اند، و به این باور اشاره کرده‌اند که لئونید برژنف، رهبر شوروی، آنچه نیکسون سعی در انتقال آن داشت را درک نکرد، و شانس وقوع حادثه ناشی از افزایش تحرکات نیروهای آمریکایی را در نظر گرفته‌اند. استفاده ادعایی ترامپ از این نظریه با کره شمالی نیز به همین ترتیب مورد انتقاد قرار گرفته است، و این احتمال را مطرح می‌کند که شانس وقوع حادثه ناشی از ردیف آزمایش‌های موشکی کره شمالی نیز افزایش یافته است. استیون والت استدلال کرده است که موارد موفق زیادی از نظریه مرد دیوانه در سوابق تاریخی یافت نمی‌شود. رزآن مک‌مانوس استدلال کرده است که برخی از اشکال "جنون" می‌تواند در چانه‌زنی یک مزیت باشد، در حالی که اشکال دیگر نتیجه معکوس دارد. جاشوا ای. شوارتز خاطرنشان می‌کند که علاوه بر هرگونه مزیت قابل اندازه‌گیری در روابط خارجی، جنون ادراک شده نیز "هزینه‌های داخلی قابل توجهی را به همراه دارد که به طور بالقوه کارایی آن را از بین می‌برد."
به گفته دانشمندان علوم سیاسی ساموئل سایتز و کیتلین تلمج، "سوابق تاریخی، هم قبل از ریاست جمهوری ترامپ و هم در طول آن، نشان می‌دهد که تاکتیک‌های مرد دیوانه معمولاً در تقویت بازدارندگی یا ایجاد اهرم چانه‌زنی شکست می‌خورند." آنها سه دلیل اصلی را ذکر می‌کنند: کشورهای هدف پیام "مرد دیوانه" را که او فکر می‌کند در حال ارسال است دریافت نمی‌کنند، کشورهای هدف رفتار "مرد دیوانه" را معتبر نمی‌دانند، و کشورهای هدف حتی زمانی که لفاظی‌های مرد دیوانه را باور می‌کنند، به او تسلیم نمی‌شوند، زیرا مرد دیوانه قادر به ارائه تضمین‌های معتبر برای رفتار آینده نیست.

## کتابشناسی
- Jacobson, Zachary Jonathan (2023), On Nixon's Madness: An Emotional History. Baltimore: Johns Hopkins University Press. ISBN 1421445530.
- Kimball, Jeffrey (24 October 2005), Did Thomas C. Schelling Invent the Madman Theory?, History News Network
- Sagan, Scott D.; Jeremi Suri (Spring 2003), "The Madman Nuclear Alert: Secrecy, Signaling, and Safety in October 1969", International Security, 27 (4): 150–183, doi:10.1162/016228803321951126, JSTOR 4137607, S2CID 57564244
- Suri, Jeremi (March 2008), "The Nukes of October: Richard Nixon's Secret Plan to Bring Peace to Vietnam", Wired, vol. 16, no. 3
- Sciutto, Jim (11 August 2020). The Madman Theory. Harper. ISBN 9780063005686.